# Steve Cummings (wielrenner)
Stephen Philip Cummings (Wirral, 19 maart 1981) is een voormalig Brits wielrenner die zijn beste jaren had in dienst van Team Dimension Data. In 2005 werd hij met de Britse ploeg wereldkampioen op de ploegenachtervolging.
In 2008 heeft hij zijn eerste profoverwinning op de weg geboekt.
In 2015 en 2016 won hij een etappe in de Tour de France.
In 2016 nam Cummings deel aan de wegwedstrijd op de Olympische Spelen in Rio de Janeiro, maar reed deze niet uit.
In 2017 werd hij zowel Brits kampioen tijdrijden als op de weg.

## Belangrijkste overwinningen en ereplaatsen
1999
Eddie Soens Memorial
2002
2e plaats Eddie Soens Memorial
5e etappe Surrey League 5 Day
2003
2e plaats Aguascalientes, Ploegenachtervolging (baan)
3e plaats 7e etappe Herald Sun Tour
2004
3e plaats 3e etappe Girvan Three Day
2e plaats 4e etappe Girvan Three Day
3e plaats eindklassement Girvan Three Day
2e plaats Olympische Spelen Ploegenachtervolging (baan)
2005
Manchester, Ploegenachtervolging (baan) (met Robert Hayles, Paul Manning en Christopher Newton)
 Wereldkampioen Ploegenachtervolging (baan), Elite (met Robert Hayles, Paul Manning en Christopher Newton)
2e plaats Brits kampioenschap
3e plaats 8e etappe Ronde van de Toekomst
 Brits kampioen Ploegenachtervolging (baan) (met Mark Cavendish, Ed Clancy en Geraint Thomas)
2006
3e plaats 3e etappe Ster van Bessèges
2e plaats Trofeo Laigueglia
3e plaats Commonwealth Games Achtervolging (baan)
Commonwealth Games Ploegenachtervolging (baan) (met Robert Hayles, Paul Manning en Christopher Newton)
2e plaats Wereldkampioenschap Ploegenachtervolging (baan)
 Brits kampioen Ploegenachtervolging (baan) (met Ed Clancy, Paul Manning en Christopher Newton)
2007
Sydney, Ploegenachtervolging (baan) (met Ed Clancy, Christopher Newton en Bradley Wiggins)
Peking, Ploegenachtervolging (baan) (met Ed Clancy, Paul Manning en Geraint Thomas)
2008
2e etappe Ronde van Calabrië
2e plaats eindklassement Ronde van Calabrië
4e plaats 19e etappe Ronde van Italië
2e plaats 5e etappe Ronde van Denemarken
2e plaats eindklassement Ronde van Denemarken
Coppa Bernocchi
2011
3e etappe Ronde van de Algarve
2012
13e etappe Ronde van Spanje
5e etappe Ronde van Peking
2014
4e etappe (individuele tijdrit) en eindklassement Ronde van de Middellandse Zee
2015
Trofeo Andratx
14e etappe Ronde van Frankrijk
2016
4e etappe Tirreno-Adriatico
3e etappe Ronde van het Baskenland
8e etappe Critérium du Dauphiné
7e etappe Ronde van Frankrijk
Eindklassement Ronde van Groot-Brittannië
2017
 Nationaal kampioenschap Verenigd Koninkrijk tijdrijden, Elite
 Nationaal kampioenschap Verenigd Koninkrijk op de weg, Elite
1e etappe Ronde van Toscane

## Resultaten in voornaamste wedstrijden
| Jaar | Ronde van Italië | Ronde van Frankrijk | Ronde van Spanje |
| ---- | ---------------- | ------------------- | ---------------- |
| 2005 |                  |                     |                  |
| 2006 |                  |                     |                  |
| 2007 | 110e             |                     |                  |
| 2008 | 96e              |                     |                  |
| 2009 |                  |                     |                  |
| 2010 | 55e              | 151e                |                  |
| 2011 |                  |                     |                  |
| 2012 |                  | 95e                 | 156e (1)         |
| 2013 | 149e             |                     |                  |
| 2014 |                  |                     |                  |
| 2015 |                  | 86e (1)             | 102e             |
| 2016 |                  | 140e (1)            |                  |
| 2017 |                  | 141e                |                  |
| 2018 |                  |                     | 124e             |
| 2019 |                  | 129e                |                  |

| Jaar | Milaan-San Remo | Ronde van Vlaanderen | Parijs-Roubaix | Amstel Gold Race | Luik-Bast.‑Luik | Ronde van Lombardije | Waalse Pijl |  | WK op de weg |  | Wereldranglijsten |
| ---- | --------------- | -------------------- | -------------- | ---------------- | --------------- | -------------------- | ----------- |  | ------------ |  | ----------------- |
| 2005 |                 |                      |                |                  |                 |                      |             |  | opgave       |  |                   |
| 2006 |                 |                      | opgave         |                  |                 |                      |             |  |              |  |                   |
| 2007 | 64e             | opgave               | opgave         |                  |                 | 97e                  |             |  |              |  | 143e (UPT)        |
| 2008 |                 |                      |                |                  | 96e             | 74e                  |             |  | opgave       |  |                   |
| 2009 |                 | 76e                  |                |                  | opgave          |                      | 94e         |  | 52e          |  |                   |
| 2010 |                 |                      |                |                  | 23e             | opgave               | 72e         |  |              |  |                   |
| 2011 |                 |                      |                | 57e              | 37e             | 42e                  | opgave      |  | opgave       |  | 66e (UWT)         |
| 2012 |                 |                      |                |                  |                 | opgave               |             |  | 69e          |  | 119e (UWT)        |
| 2013 |                 |                      |                |                  | opgave          |                      | 138e        |  | opgave       |  |                   |
| 2014 |                 |                      |                |                  | opgave          |                      |             |  | opgave       |  | 214e (UWT)        |
| 2015 | 157e            |                      |                |                  | 26e             |                      | 72e         |  | 31e          |  |                   |
| 2016 | 77e             |                      |                |                  | 19e             |                      | 120e        |  | opgave       |  | 99e (UWT)         |
| 2017 | 38e             |                      |                |                  |                 | opgave               |             |  |              |  | 378e (UWT)        |
| 2018 | 73e             |                      |                |                  | 82e             | 85e                  | 107e        |  |              |  |                   |
| 2019 | 57e             |                      |                |                  |                 |                      |             |  |              |  |                   |

## Ploegen
- 2005 –  Landbouwkrediet-Colnago
- 2006 –  Landbouwkrediet-Colnago
- 2007 –  Discovery Channel
- 2008 –  Barloworld
- 2009 –  Barloworld
- 2010 –  Sky Professional Cycling Team
- 2011 –  Sky ProCycling
- 2012 –  BMC Racing Team
- 2013 –  BMC Racing Team
- 2014 –  BMC Racing Team
- 2015 –  MTN-Qhubeka
- 2016 –  Team Dimension Data
- 2017 –  Team Dimension Data
- 2018 –  Team Dimension Data
- 2019 –  Team Dimension Data

Wielerploegen van Steve Cummings
Bracke · Capelle · Criquielion · Cummings · De Groote · De Waele · D'Hollander · Dierckxsens · Habeaux · Lagoetin · Monfort · Renders · Sijmens · Simon · Van De Walle · Van Loocke · Vanlandschoot · G. Verheyen · Verstrepen · Lebeau (stagiair) · Simms (stagiair) · D. Verheyen (stagiair)
Amorison · A. Capelle · Criquielion · Cummings · De Waele · De Wilde · Habeaux · Kleynen · Lebeau · Manning · Meirhaeghe · Neirynck · Renders · Sijmens · Simon · Van Loocke · Vanlandschoot · D. Verheyen · Verstrepen · Clancy (stagiair) · Clauwaert (stagiair) · Maene (stagiair)
Basso (tot 30/04) · 
Beppu ·
Bileka · 
Brajkovič ·
Contador ·
Cruz ·
Cummings ·
Danielson ·
Davis ·
Devine ·
Devolder ·
Fuyu ·
Goesev ·
Hincapie · 
Leipheimer ·
Lowe · 
Martínez ·
McCartney ·
Meersman ·
Murn · 
Noval ·
Padrnos ·
Paulinho ·
Popovytsj · 
Rubiera ·
Vaitkus ·
Vandborg ·
Van Goolen ·
White (tot 15/08)
Augustyn ·
Bellotti ·
Caccia ·
Calcagni ·
Cárdenas ·
Cheula ·
Cooke ·
Corti ·
Cummings ·
Dueñas ·
Froome ·
Gasparotto ·
Hunter ·
Impey ·
Longo Borghini ·
Pfannberger ·
Sabido ·
Scognamiglio ·
Soler ·
Thomas ·
Tanner (stagiair) 
Augustyn ·
Bellotti ·
Caccia ·
Calcagni ·
Cárdenas ·
Cheula ·
Corti ·
Cummings ·
Froome ·
Hunter ·
Impey ·
Longo Borghini ·
Merlo ·
Scognamiglio ·
Soler ·
Thomas
Arvesen ·
Augustyn ·
Barry ·
Boasson Hagen ·
Calzati ·
Carlström ·
Cioni ·
Cummings · 
Downing ·
Flecha ·
Froome ·
Gerrans ·
Hayman ·
Henderson ·
Kennaugh ·
Löfkvist ·
Nordhaug ·
Pauwels ·
Portal ·
Possoni ·
Stannard ·
Sutton ·
Swift ·
Thomas ·
Viganò ·
Wiggins
Appollonio ·
Arvesen ·
Augustyn ·
Barry ·
Boasson Hagen ·
Carlström ·
Cioni ·
Cummings · 
Downing ·
Dowsett ·
Flecha ·
Froome ·
Gerrans ·
Hayman ·
Henderson ·
Hunt ·
Kennaugh ·
Knees ·
Löfkvist ·
Nordhaug ·
Pauwels ·
Possoni ·
Rogers ·
Stannard ·
Sutton ·
Swift ·
Thomas ·
Urán ·
Wiggins ·
Zandio ·
Puccio (stagiair)
Ballan ·
Blythe · 
Bookwalter · 
Burghardt ·
Cummings ·
Eijssen · 
Evans ·
Frank · 
Gilbert  ·
Hincapie ·
Hushovd ·
Kohler ·
Lodewyck ·
Moinard ·
Morabito ·
Phinney ·
Pinotti ·
Quinziato ·
Roe ·         
Santambrogio ·
Santaromita ·
Schär ·
Tschopp ·
Van Avermaet ·
Van Garderen ·
Wyss ·
Flückiger (stagiair) ·
Warbasse (stagiair) 
Ballan · 
Blythe · 
Bookwalter · 
Burghardt · 
Cummings · 
Eijssen · 
Evans · 
Frank · 
Gilbert  · 
Hushovd · 
Kohler · 
Lander · 
Lodewyck · 
Moinard · 
Morabito · 
Nerz · 
Oss · 
Phinney · 
Pinotti · 
Quinziato · 
Santaromita · 
Schär · 
Van Avermaet · 
Van Garderen · 
Warbasse · 
Wyss · 
Dillier (stagiair) · 
Novák (stagiair) · 
Taramarcaz (stagiair) 
Atapuma · Bookwalter · Burghardt · Cummings · Dennis · Dillier · Eijssen · Evans · Gilbert · Hermans · Hushovd · Kohler · Lander · Lodewyck · Moinard · Morabito · Nerz · Oss · Phinney · Quinziato · Sánchez · Schär · Stetina · Van Avermaet · Van Garderen · Velits · Warbasse · Wyss · Zabel · Davison (stagiair) · Teuns (stagiair) · Vliegen (stagiair) 
Berhane · Boasson Hagen · Bos · Brammeier · Ciolek · Cummings · Dougall · Farrar · Goss · R.Janse van Rensburg · J.Janse van Rensburg · Jim · Kudus · Meintjes · Niyonshuti · Pauwels · Reguigui · Sbaragli · Stauff · Teklehaimanot · Thomson · van Zyl · Venter · Julius (stagiair)
Antón · Berhane · Boasson Hagen · Bos · Brammeier · Cavendish · Cummings · Debesay · Dougall · Eisel · Farrar · Fraile · Haas · J.Janse van Rensburg · R.Janse van Rensburg · Jim · Kudus · Meyer · Niyonshuti · Pauwels · Reguigui · Renshaw · Sbaragli · Siwtsow · Teklehaimanot · Thomson · Venter · van Zyl · Eyob (stagiair) · Gebreigzabhier (stagiair) · Gibbons (stagiair)
Antón · Berhane · Boasson Hagen · Cavendish · Cummings · Debesay · Dougall · Eisel · Farrar · Fraile · Gibbons · Haas · J. Janse van Rensburg · R. Janse van Rensburg · King · Kudus · Morton · Niyonshuti · O'Connor · Pauwels · Reguigui · Renshaw · Sbaragli · Teklehaimanot · Thomson · Thwaites · Venter · van Zyl · Dlamini (stagiair) · Eyob (stagiair) · Gebreigzabhier (stagiair)
Antón · Berhane · Boasson Hagen · Cavendish · Cummings · Davies · Debesay · Dlamini · Dougall · Eisel · Gebreigzabhier · Gibbons · J. Janse van Rensburg · R. Janse van Rensburg · King · Kudus · Meintjes · Morton · O'Connor · Pauwels · Renshaw · Slagter · Thomson · Thwaites · Venter · Vermote · van Zyl
Bak · Boasson Hagen · Cavendish · Cummings · Davies · de Bod · Dlamini · Eisel · Gasparotto · Gebreigzabhier · Gibbons · J. Janse van Rensburg · R. Janse van Rensburg · King · Kreuziger · Mäder · Meintjes · Nizzolo · O'Connor · Renshaw · Slagter · Thomson · Tiller · Valgren · Venter · Vermote · Wyss
- Library of Congress Control Number: no2022148995
- Virtual International Authority File: 430167202665167930000